# Arcidiocesi di Tomi

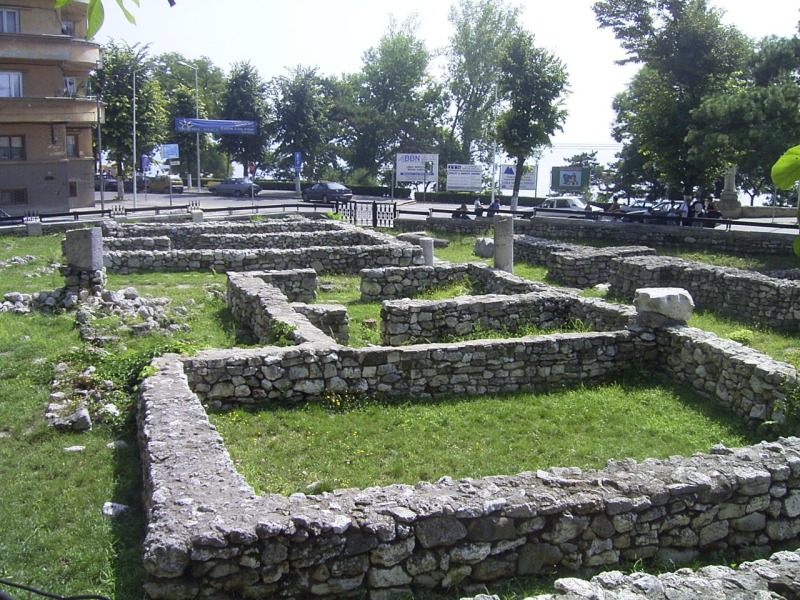
Sito archeologico dell'antica Tomi.

Mappa della Scythia Minor, corrispondente all'incirca alla Dobrugia rumena.

L'arcidiocesi di Tomi (in latino: Archidioecesis Constantiensis in Scythia seu Tomitana) è una sede soppressa e sede titolare della Chiesa cattolica.

## Storia
Tomi, corrispondente alla città di Costanza nell'odierna Romania, è un'antica sede arcivescovile autocefala della provincia romana della Scizia Minore nella diocesi civile di Tracia e nel patriarcato di Costantinopoli.
Nella provincia della Scizia Minore si riscontra una situazione particolare, unica nel suo genere in tutto l'impero romano: benché vi fossero diversi centri abitati e città, dal punto di vista ecclesiastico tutta la provincia costituiva un'unica diocesi con un solo vescovo. Nella Notitia Episcopatuum dello pseudo-Epifanio (circa 640), Tomi è menzionata non come sede metropolitana, ma come arcidiocesi autocefala, senza suffraganee. Nelle Notitiae successive la sede scompare, a causa probabilmente delle distruzioni operate dai Bulgari.
Il martirologio romano ricorda alcuni santi di Tomi: Evagro e Benigno il 3 aprile, e Marino, Teodoto e Sedofa il 5 luglio. Le leggende agiografiche medievali riportano i nomi di alcuni presunti vescovi di Tomi. Il sinassario greco, alla data del 7 marzo, ricorda il vescovo Efrem, inviato da Ermon di Gerusalemme a Tomi, dove avrebbe subito il martirio. La passio dei santi Epitteto e Astione menziona il vescovo Evangelico, che visse a Tomi verso la fine del III secolo. I martirologi di Beda e di Rabano aggiungono san Filio (o Tito), vescovo di Tomi, che subì il martirio per il suo rifiuto di arruolarsi. Incerta è la reale esistenza di tutti questi personaggi, per lo scarso valore storico dei documenti che li menzionano.
Eusebio di Cesarea, nella sua Vita di Costantino, scrive che la Scizia era rappresentata da un vescovo al concilio di Nicea del 325, ma non ne riporta il nome; tuttavia nessun vescovo di Tomi si trova tra le sottoscrizioni degli atti di quel concilio. Ernst Honigmann propone di identificare questo vescovo con il Marco di Calabria (Markos Kalabrias), presente nell'Index patrum Nicaenorum restitutus di Heinrich Gelzer; infatti nei testi originali greci e nei migliori manoscritti latini compare la dizione Markos Tomeon, ossia di Tomis.
Il primo vescovo storicamente documentato è san Bretannione, che per la sua ferma fede cattolica venne esiliato dall'imperatore ariano Valente attorno al 369. È ricordato nel Martirologio Romano alla data del 25 gennaio: «Commemorazione di san Bretannione, vescovo di Costanza in Scizia, nell'odierna Romania, che, sotto l’imperatore ariano Valente al quale si oppose strenuamente, si distinse in mirabile santità e zelo per la fede cattolica.» Molto probabilmente gli succedette il vescovo Geronzio, che prese parte al concilio di Costantinopoli del 381.
Tra IV e V secolo visse il santo vescovo Teotimo, amico di Giovanni Crisostomo e a cui san Girolamo dedica alcune linee del suo De viris illustribus. Secondo Girolamo, Teotimo era già vescovo nel 392. Socrate Scolastico, nella sua Historia ecclesiastica, scrive che Teotimo venne a Costantinopoli nel 402 circa per difendere il Crisostomo dagli attacchi di Epifane. Il santo è ricordato nel Vetus Martyrologium Romanum alla data del 20 aprile: «A Tomi, nella Scizia, san Teotimo vescovo, il quale, per la sua insigne santità e per i miracoli, fu venerato anche dai barbari infedeli.»
Sono poi noti quattro vescovi di Tomi nella prima metà del V secolo. Timoteo prese parte al concilio di Efeso del 431. Gli succedette il vescovo Giovanni, ricordato come teologo dell'ortodossia ai tempi delle controversie contro Nestorio ed il monofisismo da Mario Mercatore nel suo Monumenta ad haeresim Nestorianam. Dopo Giovanni seguì il vescovo Alessandro, che prese parte al sinodo di Costantinopoli del 449 per un primo giudizio su Eutiche e al concilio di Calcedonia del 451. Infine un altro vescovo di nome Teotimo rispose alla lettera dell'imperatore Leone del 458 in seguito all'uccisione del patriarca alessandrino Proterio.
Nel 519 è documentato il vescovo Paterno, che ebbe a discutere con alcuni monaci della Scizia contro la formula teopaschita, sostenuta anche dall'imperatore Giustiniano I; l'anno successivo prese parte ad un sinodo a Costantinopoli e il suo nome appare tra i firmatari della lettera scritta da una ventina di vescovi a papa Ormisda sulla nomina di Epifanio alla sede di Costantinopoli. Ultimo vescovo noto di Tomi è Valentiniano, che nel 550 corrispose con papa Vigilio a proposito della questione dei Tre Capitoli, e che è citato negli atti del concilio di Costantinopoli del 553, anche se sembra che probabilmente non vi prese parte.
Dal XIX secolo Tomi è annoverata tra le sedi arcivescovili titolari della Chiesa cattolica; la sede è vacante dal 15 agosto 1965.

## Cronotassi

### Arcivescovi greci
- Marco di Tomi ? † (menzionato nel 325)
- San Bretannione † (menzionato nel 369 circa)
- Geronzio † (menzionato nel 381)
- San Teotimo † (prima del 392 - dopo il 402)
- Timoteo † (menzionato nel 431)
- Giovanni †
- Alessandro † (prima del 449 - dopo il 451)
- Teotimo II † (menzionato nel 458)
- Paterno † (prima del 519 - dopo il 520)
- Valentiniano † (prima del 550 - dopo il 553)

### Arcivescovi titolari
- John Baptist (Jean-Baptiste) Salpointe † (27 gennaio 1894 - 15 luglio 1898 deceduto)
- Nicolae Iosif Camilli, O.F.M.Conv. † (27 marzo 1901 - 30 agosto 1904 nominato arcivescovo, titolo personale, di Iași)
- William Henry O'Connell † (7 febbraio 1906 - 30 agosto 1907 succeduto arcivescovo di Boston)
- Domenico Taccone-Gallucci † (21 luglio 1908 - 9 ottobre 1917 deceduto)
- Pietro Pisani † (15 dicembre 1919 - 16 febbraio 1960 deceduto)
- Edmond John Fitzmaurice † (1º marzo 1960 - 25 luglio 1962 deceduto)
- Vito Roberti † (13 ottobre 1962 - 15 agosto 1965 nominato arcivescovo, titolo personale, di Caserta)